# غليبنكلاميد
غليبنكلاميد (بحسب AAN وBAN وINN) أو غليبيورايد (بحسب USAN) هو دواء خافض لسكر الدم من صنف السلفونيليوريا من الجيل الثاني، كما يشبه من حيث التركيب المضادات الحيوية من صنف السلفوناميد. طور هذا الدواء في عام 1966 بتعاون بين بورنجر مانهايم [الألمانية] (جزء من روش حاليا) وهوكست (جزء من سانوفي حاليا).

## التوفر التجاري للدواء
يتوفر الدواء بجرعات مختلفة هي 1.25 و2.5 و5 ملغ ويتوفر بالأسماء التجارية التالية:
- في الولايات المتحدة:
  - Diabeta
  - Glynase
  - Micronase
- في المملكة المتحدة:
  - Daonil
  - Euglucon

كما يوجد في توليفات مع ميتفورمين بأسماء تجارية مختلفة مثل:
- Glucovance
- Benimet
- Glibomet
- Glucored
- Glucored Forte

## الاستخدامات
يستخدم في علاج السكري من النمط الثاني، وقد كان أكثر دواء من صنف سلفونيليوريا استخداما في الولايات المتحدة في عام 2003.
ولا يعد جيد الاستخدام في سكري الحوامل مقارنة بالإنسولين والميتفورمين.